# Halocynthia roretzi
Halocynthia roretzi (лат., возможные русские названия — хоя или «морской ананас») — вид асцидий из семейства Pyuridae. Описан Ричардом фон Драше-Вартинбергом. Съедобен и употребляется в пищу в Корее и, в меньшей степени, в Японии.
Вид хорошо приспособился к жизни в холодной воде и может выдерживать температуру от 2 до 24 °С, оптимальной является 12 °C.

## Использование человеком
С 1982 года выращиваются в аквакультуре. В 1994 году было произведено 42,8 т продукта, в 2007 году только в Республике Корея — 39 т. Halocynthia roretzi известны своим специфическим внешним видом и вкусом. Есть мнение, что они хороши с саке.

### В кулинарии
В Японии хою едят сырой, маринуют, жарят в панировке.

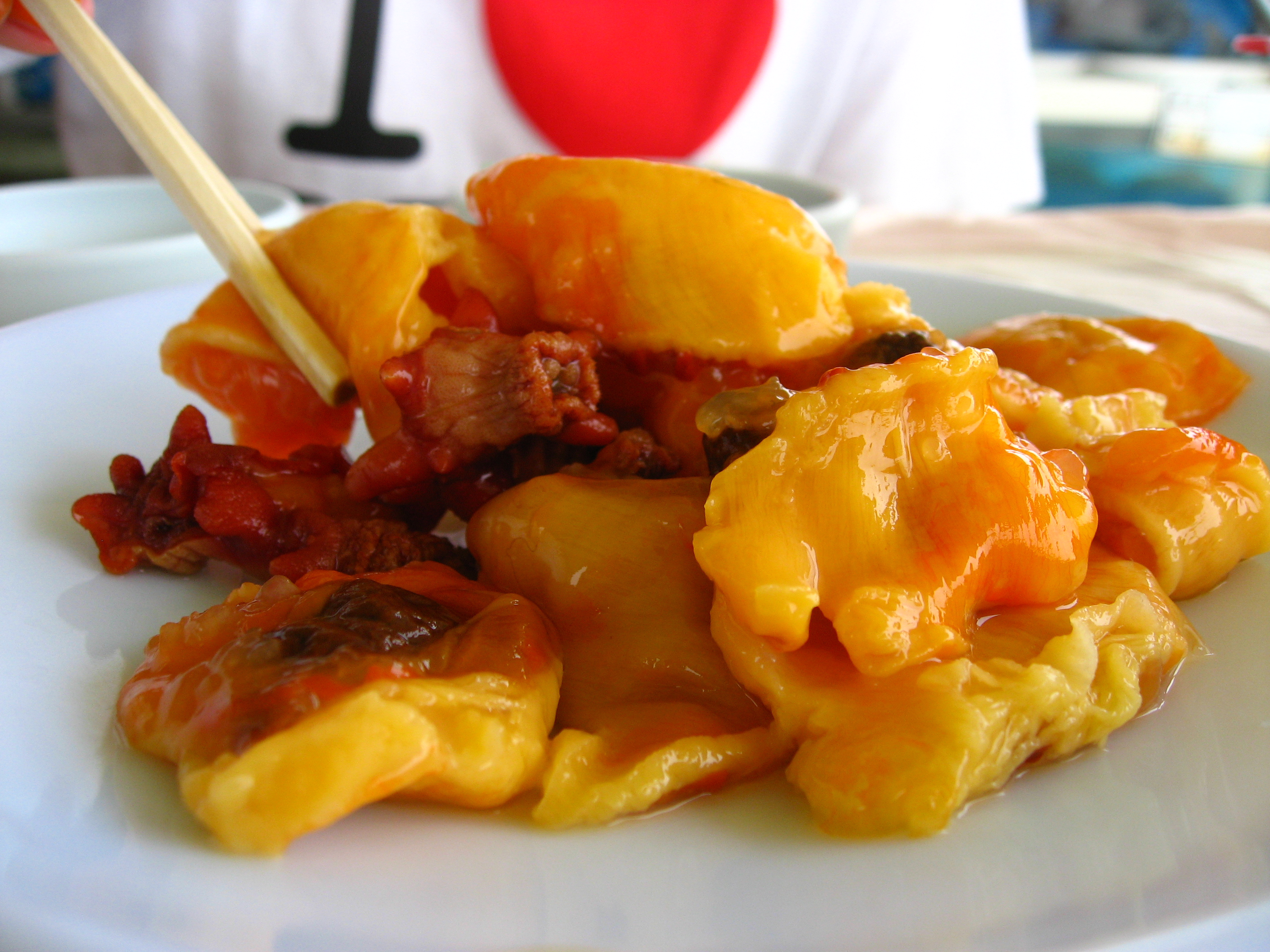
Монге-хе (сырые морские ананасы)
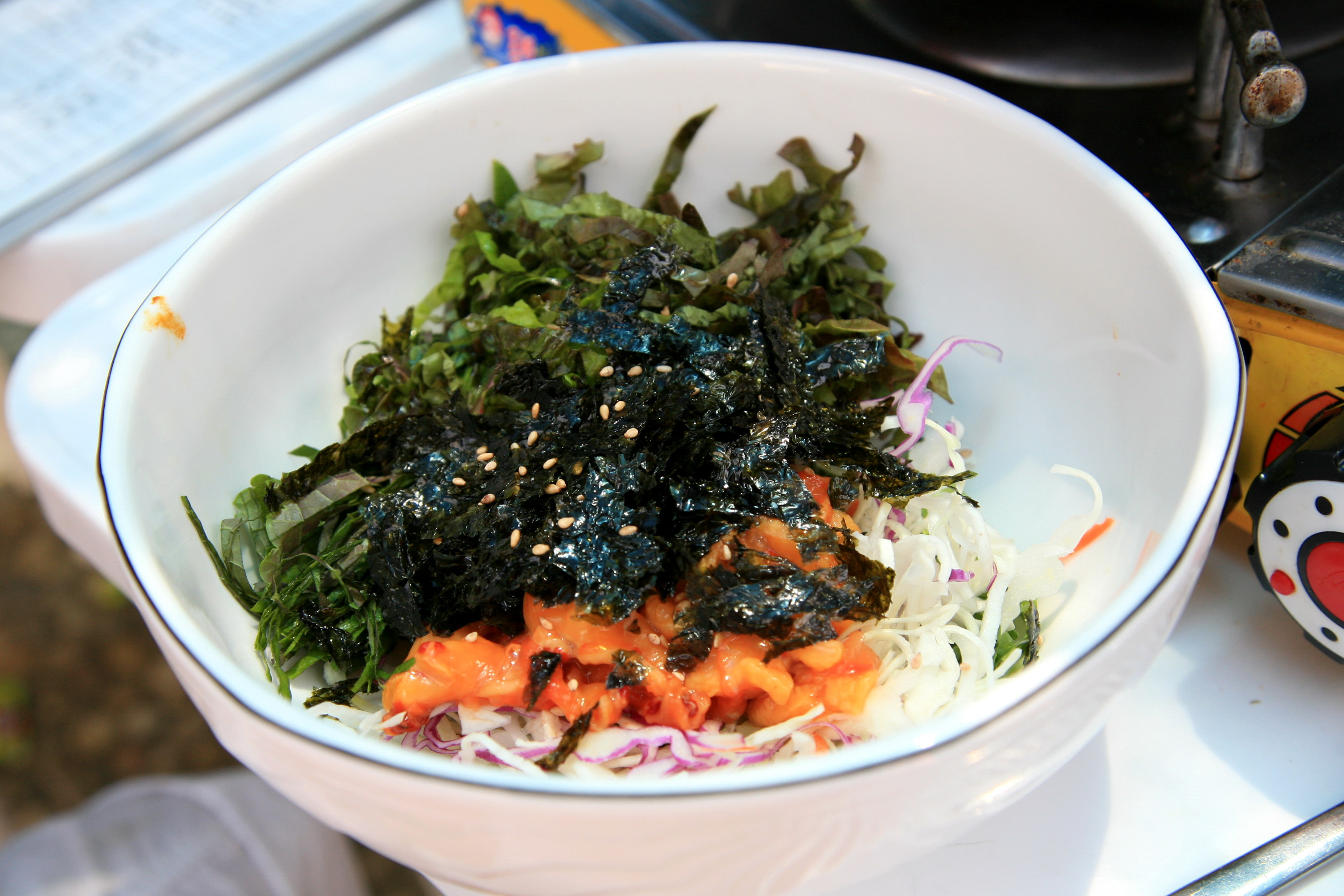
Морские ананасы с рисом
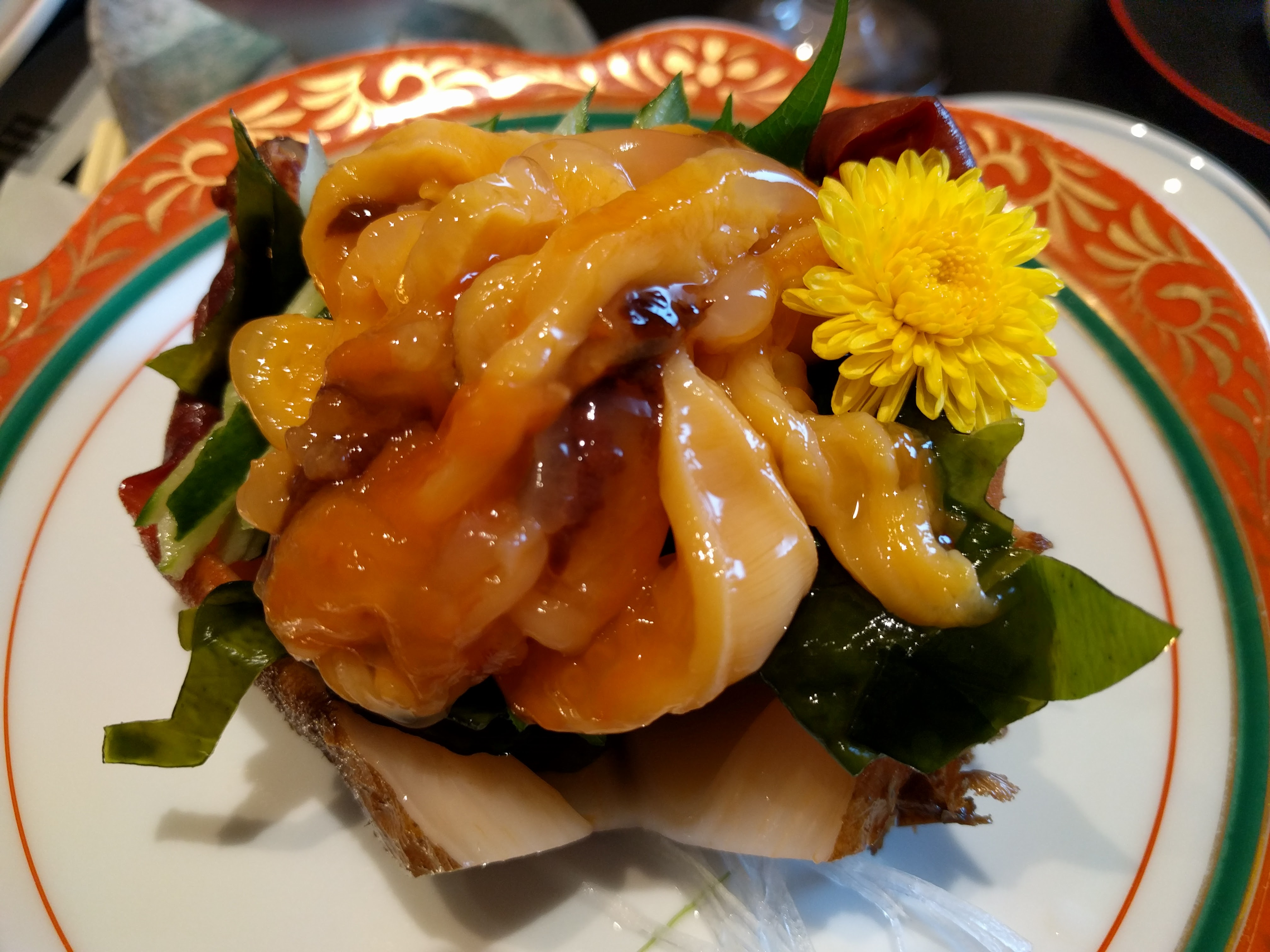
Сашими на раковине в ресторане суши в Японии